# 日內瓦湖 (佛羅里達州)
日內瓦湖（英語：Lake Geneva）是位於美國佛羅里達州克萊縣的一個非建制地區。該地的面積和人口皆未知。

## 地理
日內瓦湖的座標為29°46′20″N 82°00′36″W / 29.77222°N 82.01000°W，而該地的平均海拔高度為41米（即135英尺）。